# Giuliano Peixoto
 (février 2024).
Pour les articles homonymes, voir Peixoto.
Giuliano Peixoto, né le 29 septembre 1975 à Americana (Brésil), est un joueur de tennis de table brésilien. Il a participé à l'épreuve de double masculin aux Jeux olympiques d'été de 1996.